# Pselaphorhynchites fossifrons
Espèce
Pselaphorhynchites  fossifrons est une espèce d'insectes coléoptères appartenant à la famille des Attelabidae.